# لوكا بوجدانوفيتش
لوكا بوجدانوفيتش (بالصربية: Лука Богдановић) مواليد 11 فبراير 1985 في بلغراد، جمهورية صربيا الاشتراكية، هو لاعب كرة سلة صربي. بدأ مسيرته الاحترافية في سنة 2002. يلعب مع جوفينتوت بادالونا في الدوري الإسباني لكرة السلة. يحمل الرقم 11.

## المسيرة الاحترافية
لعب مع ريد ستار من سنة 2002 إلى 2004، ثم لعب مع بارتيزان من سنة 2004 إلى 2007، ثم لعب مع لو مان سارت باسكت في الدوري الفرنسي في موسم 2007–2008، ثم لعب مع جوفينتوت بادالونا في الدوري الإسباني من سنة 2008 إلى 2010، ثم لعب مع إي دبليو إي باسكتس أولدنبورغ في الدوري الألماني في موسم 2010–2011، ثم لعب مع إشبيلية في الدوري الإسباني من سنة 2011 إلى 2013، ثم لعب مع تورك تيليكوم في الدوري التركي في موسم 2013–2014، ثم لعب مع أندورا في الدوري الإسباني في موسم 2015–2016.

## إحصائيات المسيرة

### الدوري الأوروبي
| السنة   | الفريق                   | لعب | بدأ | دقيقة | ميداني% | ثلاثية | حرة   | ارتداد | صنع | استلاب | تصدي | نقطة | أداء |
| ------- | ------------------------ | --- | --- | ----- | ------- | ------ | ----- | ------ | --- | ------ | ---- | ---- | ---- |
| 2004–05 | نادي بارتيزان لكرة السلة | 14  | 7   | 20.8  | .422    | .357   | .810  | 3.5    | .7  | .6     | .1   | 7.7  | 6.0  |
| 2005–06 | نادي بارتيزان لكرة السلة | 14  | 7   | 20.8  | .373    | .391   | .800  | 3.7    | .9  | .7     | .2   | 6.9  | 6.4  |
| 2006–07 | نادي بارتيزان لكرة السلة | 20  | 1   | 14.8  | .444    | .475   | .867  | 3.1    | .9  | .5     | .0   | 5.8  | 6.7  |
| 2007–08 | لو مان سارت باسكت        | 14  | 8   | 27.5  | .424    | .433   | .789  | 2.8    | 1.2 | .3     | .1   | 11.1 | 9.2  |
| 2008–09 | جوفينتوت بادالونا        | 9   | 4   | 20.9  | .486    | .395   | 1.000 | 3.1    | .7  | .8     | .1   | 10.0 | 8.3  |
| المسيرة |                          | 71  | 27  | 20.4  | .428    | .412   | .828  | 3.2    | .9  | .5     | .1   | 8.0  | 7.2  |

## روابط خارجية
- لوكا بوجدانوفيتش على موقع الاتحاد الدولي لكرة السلة (الإنجليزية)
- لوكا بوجدانوفيتش على موقع الدوري الأوروبي لكرة السلة (الإنجليزية)
- لوكا بوجدانوفيتش على موقع الدوري الإسباني لكرة السلة (الإسبانية)
- لوكا بوجدانوفيتش على موقع كرة السلة الأوروبية.كوم (الإنجليزية)
- لوكا بوجدانوفيتش على موقع ريلجم (الإنجليزية)
- لوكا بوجدانوفيتش على موقع بروبوليرز (الإنجليزية)
- لوكا بوجدانوفيتش على موقع سبورتس رفرنس (الإنجليزية)